# Micmacs à tire-larigot
Pour les articles homonymes, voir Micmac (homonymie).
Pour plus de détails, voir Fiche technique et Distribution.
Micmacs à tire-larigot est une comédie française réalisée par Jean-Pierre Jeunet et sorti en 2009.

## Synopsis
En avril 1979, le jeune Bazil — alors âgé de neuf ans — perd son père, un militaire, dans l'explosion d'une mine antipersonnel près de Bir Anzarane dans le Sahara occidental. Sa mère apprend la nouvelle par téléphone et demeure prostrée. Le jour des obsèques, ils reçoivent les effets personnels du défunt, dont des photographies. Sa mère étant trop malade, le jeune garçon est placé dans un pensionnat religieux, dont il s'échappe avec 
Trente ans plus tard, Bazil travaille au Matador, un vidéo-club appartenant à Serge. Alors qu'il regarde Le Grand Sommeil, une fusillade éclate devant la boutique et il reçoit une balle perdue dans la tête. Il survit malgré tout à ses blessures, mais les médecins renoncent — en tirant à pile ou face — à extraire la balle de son cerveau, de peur de l'endommager plus. Ainsi, il doit éviter les émotions fortes de peur de mourir. En rentrant chez lui, il découvre qu'il a perdu son logement et son emploi pendant son séjour à l'hôpital.
À la rue, Bazil devient Mendiant. Il est recueilli par une bande de chiffonniers qui habitent Tire-Larigots, une caverne fantastique aménagée au cœur d'une montagne de matériaux de récupération. Il y a Remington, un homme africain qui ne parle qu'avec des expressions désuètes, Calculette, qui peut tout évaluer et calculer en un clin d'œil, Fracasse, un ancien homme-canon, Placard, qui a survécu à la guillotine, la môme Caoutchouc, une contorsionniste, Petit-Pierre, qui bricole des automates et des mécanismes de toutes sortes, et enfin Tambouille, la cuisinière qui a adopté toute cette tribu.
Bazil, devenu lui aussi chiffonnier, tombe un jour, par hasard, devant les bureaux de deux compagnies d'armement : La Vigilante de l'Armement et Les Arsenaux d'Aubervilliers. La première a fabriqué la mine qui a tué son père, la seconde la balle qui est toujours dans son crâne. Il réclame une compensation auprès de cette dernière, mais le PDG Nicolas Thibault de Fenouillet le fait expulser manu militari. Il infiltre alors la Vigilante et écoute un discours du PDG François Marconi.
Bazil, avec l'aide de la bande, élabore un plan compliqué pour monter les deux compagnies l'une contre l'autre en leur faisant divers mauvais coups que les deux dirigeants attribuent chacun à l'autre. La bande va exploiter le moindre information qu'ils recueillent pour s'en servir contre eux. Tous d'abord, ils piègent à l'aéroport des émissaires d'un dictateur déchu venus acheter des armes et se font passer pour eux et faisant échouer la transaction, tout en leur disant qu'ils iront voir en face. Puis la bande fait croire aux représailles de l'autre en s'en prenant aux collections personnels des patrons (voitures de luxe pour l'un, vieux os historiques pour l'autre)...
Après une explosion de violence, Bazil est capturé puis libéré, et les deux patrons-voyous séquestrés à leur tour. Les chiffonniers leur font croire qu'ils ont été déportés en Afrique et sont à la merci des victimes de leurs ventes d'armes. Marconi et Thibault de Fenouillet, croyant obtenir la sympathie de leur geôliers, confessent leurs complicités respectives avec divers groupes terroristes et factions. Les chiffonniers dévoilent alors leur déguisement et une caméra vidéo. La confession est partagée en ligne, provoquant la ruine des deux hommes et de leurs entreprises.

## Fiche technique
- Réalisation : Jean-Pierre Jeunet

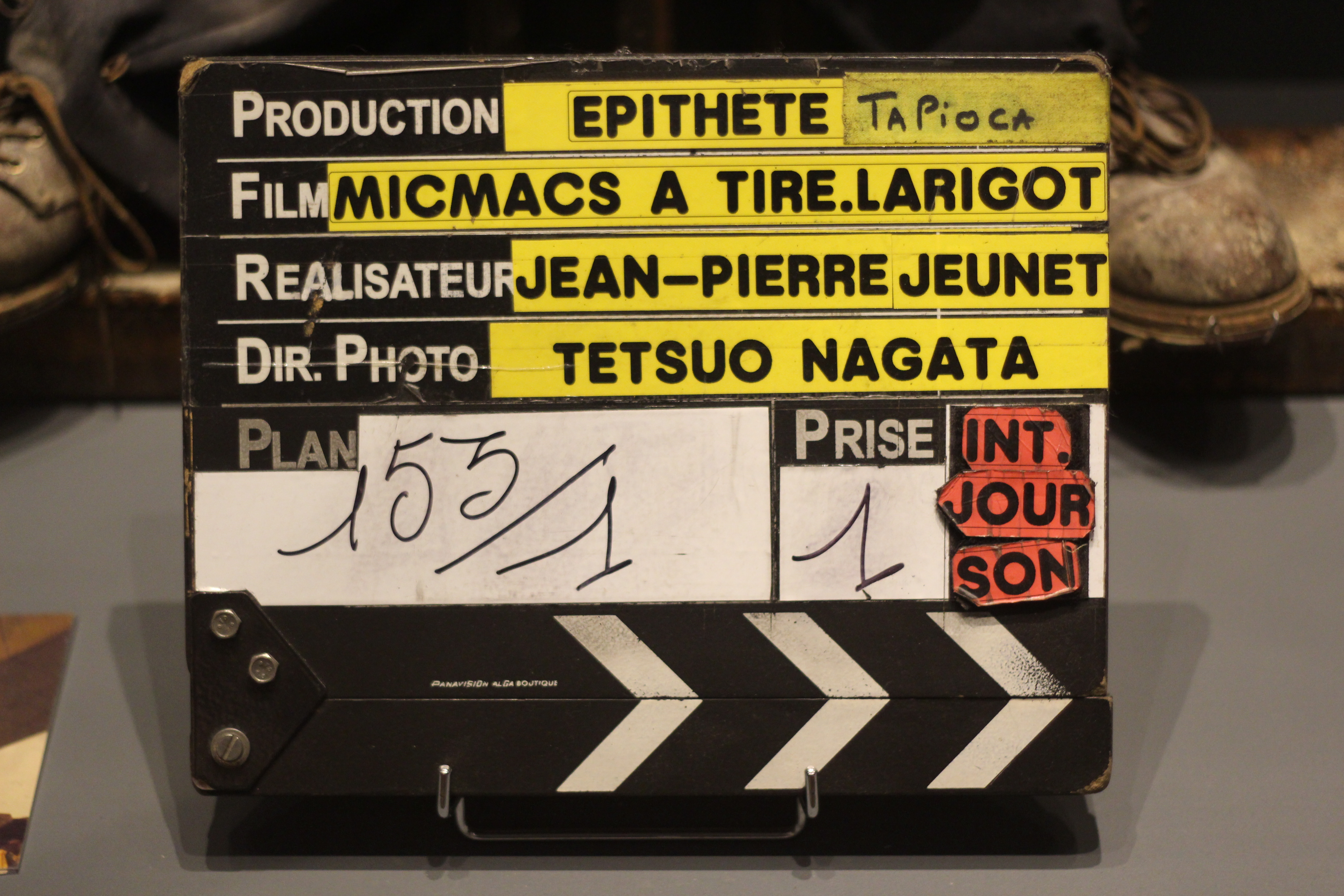
Clap du film.

- Scénario : Jean-Pierre Jeunet et Guillaume Laurant ; dialogues : Guillaume Laurant
- Musique : Raphaël Beau
- Décors : Aline Bonetto
- Costume : Madeline Fontaine
- Photographie : Tetsuo Nagata
- Montage : Hervé Schneid
- Producteurs : Frédéric Brillion, Gilles Legrand et Jean-Pierre Jeunet
- Sociétés de production : Epithète Films, Tapioca Films et Warner Bros.
- Distribution : TF1 International, Warner Bros. France
- Budget : 27 millions d'euros
- Pays de production :  France
- Langue originale : français
- Durée : 105 minutes
- Date de sortie :
  - France : 28 octobre 2009

## Distribution
- Dany Boon : Bazil

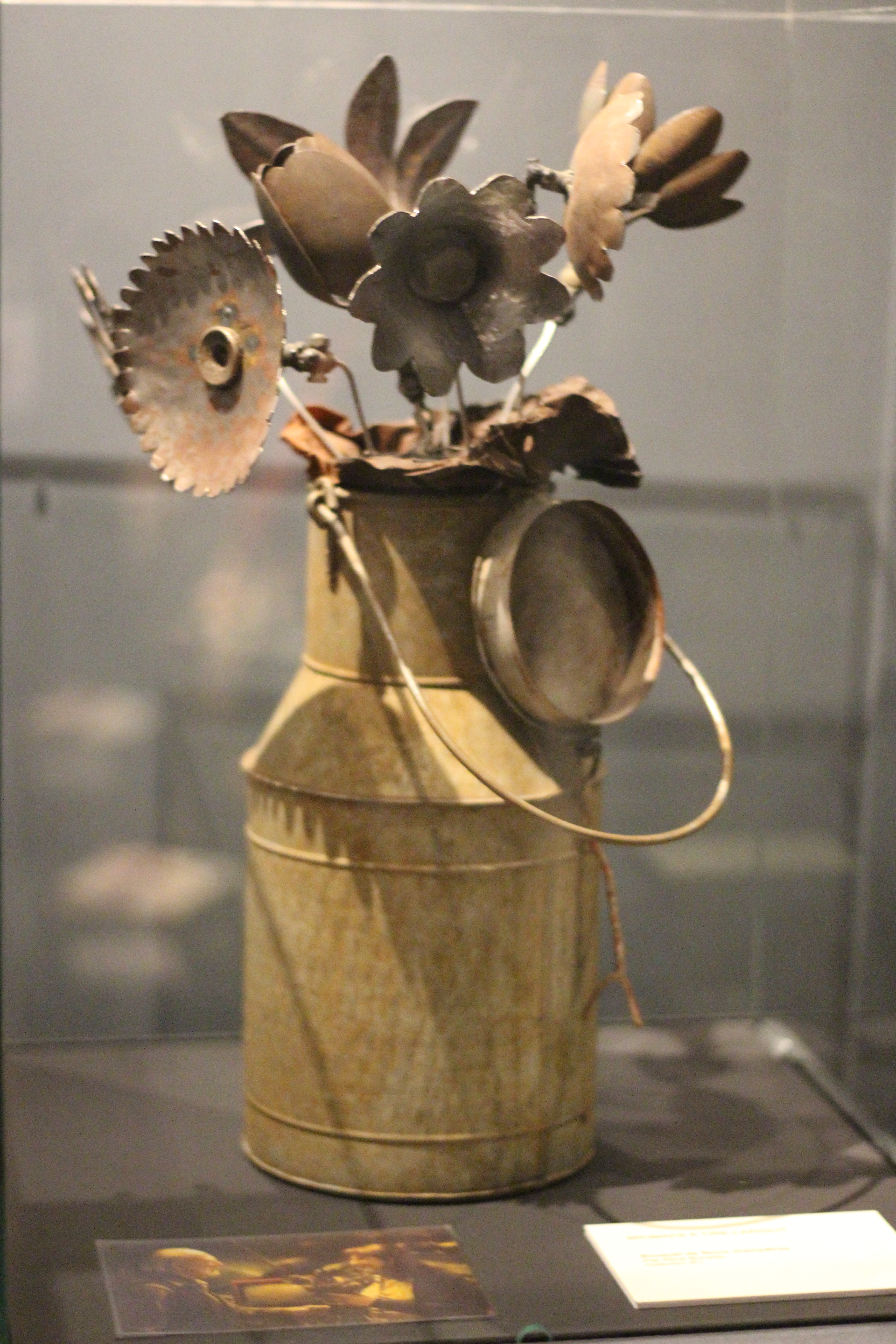
Accessoire du film.

- André Dussollier : Nicolas Thibault de Fenouillet, PDG des Arsenaux d'Aubervilliers
- Nicolas Marié : François Marconi, PDG de La Vigilante de l'Armement
- Julie Ferrier : la Môme Caoutchouc
- Dominique Pinon : Théodore-Henri de Montreuil, dit « Fracasse » / Louison (caméo de son personnage de Delicatessen)
- Jean-Pierre Marielle : Placard
- Yolande Moreau : Tambouille / Mama Chow
- Agathe Natanson : Ange-gardien
- Michel Crémadès : Petit Pierre
- Omar Sy : Remington
- Marie-Julie Baup : Calculette
- Urbain Cancelier : Urbain, le gardien de Marconi
- Patrick Paroux : Gerbaud
- Jean-Pierre Becker : Libarski
- Philippe Girard : Gravier
- Doudou Masta : le chef des rebelles / l'émissaire africain
- Éric Naggar : Georges, le chauffeur de Marconi
- Arsène Mosca : Serge, le gérant du magasin vidéo
- Nicolas Beaucaire : le journaliste
- Noé Boon : Bazil, enfant
- Youssef Hadji : l'arabe aux dents en or
- Dominique Bettenfeld : le garçon du peep-show
- Pierre Étaix : l'inventeur des histoires drôles
- Lara Guirao : la mère de Bazil
- Juliette Armanet : la chanteuse du métro
- Christine Kelly : elle-même
- Marie-Laure Dougnac : Julie Clapet (caméo de son personnage de Delicatessen, non créditée)

## Production

### Attribution des rôles
Le rôle tenu par Dany Boon devait initialement être interprété par Jamel Debbouze, mais le comédien-humoriste s'est retiré du projet à la suite d'un différend avec Jean-Pierre Jeunet. Dans la première partie du film, le rôle de Bazil enfant est joué par le propre fils de Dany Boon, Noé. Par ailleurs, Marie-Julie Baup a remplacé Marina Foïs, qui était enceinte.
Les commentateurs Thierry Roland et Jean-Michel Larqué apparaissent dans la séquence du match de football.

### Tournage
Le tournage a lieu à  Paris (dans les 1er, 7e, 8e, 9e, 10e, 12e, 15e, 16e et 19e arrondissements), dans les Hauts-de-Seine (Meudon, Bois-Colombes, Suresnes (théâtre Jean-Vilar), Puteaux, Colombes, aux Studios de Boulogne-Billancourt), en Seine-Saint-Denis (Le Blanc-Mesnil, Drancy, La Courneuve), dans le Val-de-Marne (Charenton-le-Pont) ainsi qu'au Maroc. Le bâtiment de La Vigilante de l'armement est en réalité celui de l'École nationale supérieure de techniques avancées (ENSTA).
Pendant le tournage de la séquence du mime déguisé en diable, un incendie s'est spontanément déclaré à l'entrée d'un établissement présent dans le cadre. L'événement est visible dans le making-of du film : Tire-Larigot : au four et au moulin[réf. nécessaire].

## Accueil

### Critique
En France, le site Allociné propose une note moyenne de 3⁄5 basée sur 24 titres de presse.

### Box-office
| Film                   | Box-Office France | Box-Office Étranger | Total             |
| Micmacs à tire-larigot | 1 258 804 entrées | 944 401 entrées     | 2 203 205 entrées |

## Commentaires

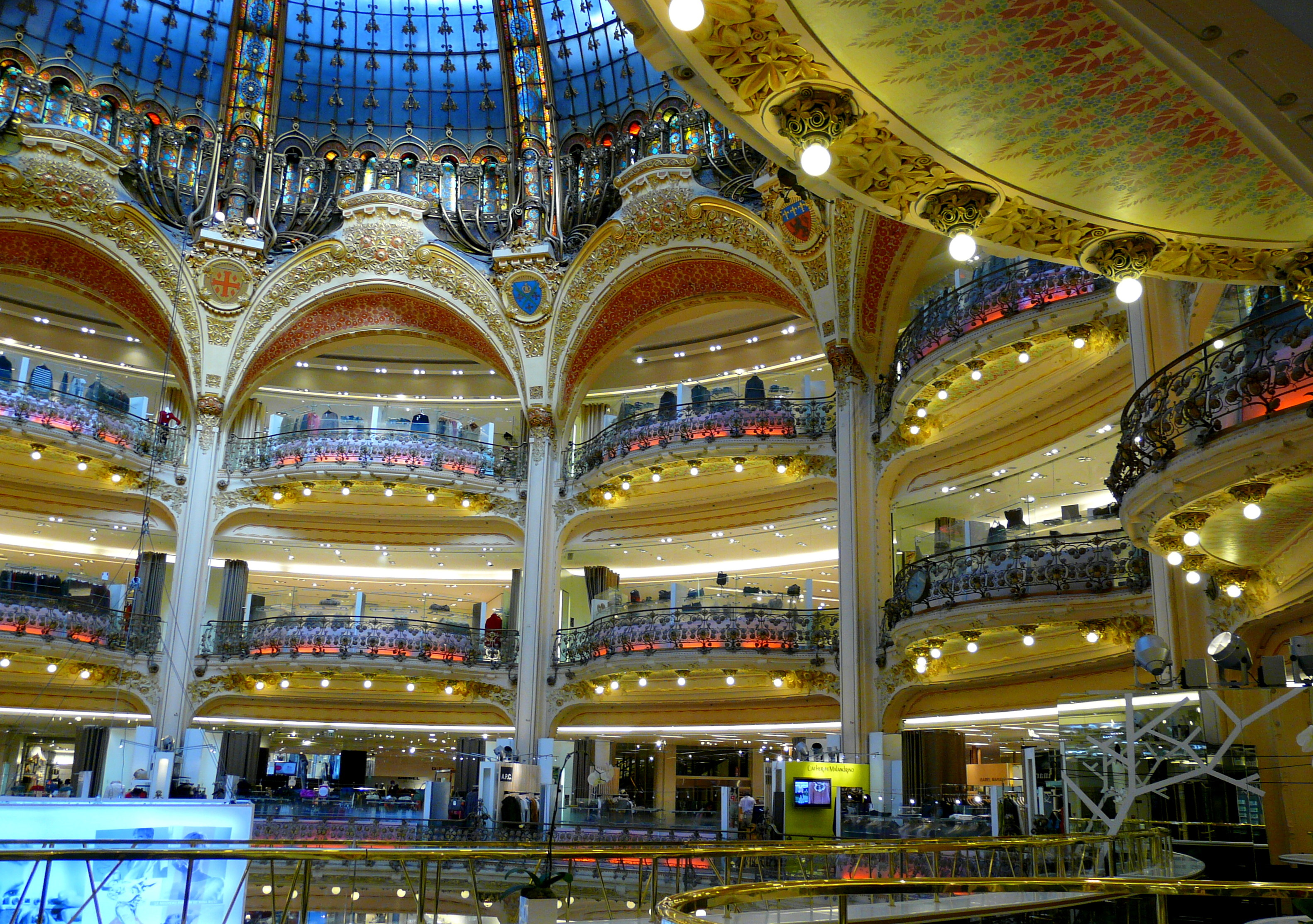
La rencontre entre Nicolas Thibault de Fenouillet et l’émissaire africain a lieu aux Galeries Lafayette Haussmann.

- Le réalisateur a utilisé le procédé de la mise en abyme. On aperçoit en effet, dans plusieurs séquences du film, des affiches de ce dernier qui correspondent à la scène qui est en train de se dérouler : la balle qui transperce le DVD du film, quelques secondes après, Bazil s'effondre devant une autre affiche. La voiture conduite par des hommes de main de François Marconi et Nicolas Thibault de Fenouillet entre dans une autre affiche représentant le pont derrière eux. Le trois roues (une Tempo Hanseat) de Bazil passe dans une grande rue avec l'affiche du film sur un immeuble. Enfin avant d'être conduits à Tire-larigot, ils passent devant une affiche avec leurs motos sur laquelle ils roulent.
- Clin d'œil à Delicatessen lorsque Dany Boon, sur le toit de l'immeuble, introduit son écouteur dans les différentes cheminées : en effet, l'une d'elles mène dans un appartement où on aperçoit de dos Louison (Dominique Pinon) jouer de la scie musicale et Julie Clapet (Marie-Laure Dougnac) du violoncelle. Initialement, c'était Audrey Tautou et Mathieu Kassovitz, que le cinéaste avait sollicité pour reprendre leurs rôles respectifs d'Amélie Poulain et Nino Quincampoix tenus dans Le Fabuleux Destin d'Amélie Poulain, ils seraient réapparus désormais parents et entourés des enfants qu'ils ont eu entretemps. Cependant, malgré l'accord de Mathieu Kassovitz, Audrey Tautou refusa ce caméo, contraignant Jean-Pierre Jeunet à faire ressurgir dans cette scène un couple de personnages venant d'un autre de ses films, et conduisant à l'incompréhension de certains spectateurs sur le fait que Dominique Pinon joue deux rôles dans le film, malgré le choix du réalisateur de le montrer uniquement de dos dans cette scène de caméo par opposition au personnage de Dominique Pinon lui-même visible sur le toit. Cette scène valide le fait que la majorité des films de Jean-Pierre Jeunet se déroulent dans un vaste univers étendu appartenant au même monde où les différents personnages pourraient se croiser.[réf. nécessaire]
- Au début du film, au vidéo-club, Bazil regarde Le Grand Sommeil[2].
- Le personnage Petit Pierre fait référence à une personne ayant réellement existé : Petit Pierre était un garçon de ferme, handicapé, sourd et muet, qui a fabriqué pendant toute sa vie un manège. Il s'agit d'une sorte de maquette géante et animée, faite à base de récupération et d'une multitude de systèmes ingénieux.